# Tandjeskruidenmot
De tandjeskruidenmot (Udea numeralis) is een vlinder uit de familie van de grasmotten (Crambidae), uit de onderfamilie van de Spilomelinae. De wetenschappelijke naam van deze soort is voor het eerst voorgesteld als Pyralis numeralis door Jacob Hübner in een publicatie uit 1796.
De soort komt voor in Portugal (vasteland en Madeira), Spanje (vasteland en Canarische Eilanden), Frankrijk (vasteland en Corsica), Zwitserland, Italië (vasteland en Sardinië en Sicilië), Malta, Hongarije, Kroatië, Albanië, Griekenland (vasteland en Kreta), Turkije, Marokko, Algerije en Tunesië.